# Paulo Roberto Jamelli Júnior
Paulo Jamelli (São Paulo, 22 de juliol de 1972) és un exfutbolista brasiler, que ocupava la posició de migcampista atacant.
Després de jugar amb el São Paulo FC i el Santos, el 1997 marxa al Kashiwa Reysol japonés. A mitjans de la temporada 97/98 és fitxat pel Reial Saragossa, equip amb qui guanyaria la Copa del Rei el 2001. Després de deixar el conjunt aragonès el 2002, Jamelli ha militat al Corinthians, a la UD Almería o a l'Atlético Mineiro, entre d'altres.
Després de retirar-se, ha ocupat la plaça de coordinador tècnic del Coritiba FC. Va allunyar-se de les banquetes i s'ha dedicat a la psicologia esportiva i al coaching.